# Hoplon Infotainment
Hoplon é uma desenvolvedora e publicadora de jogos, especializada em jogos multiplayer / free-to-play, desde a sua fundação em 2000. Com sede em Florianópolis, Santa Catarina, Brasil, a Hoplon é uma empresa global que publica jogos em todo o mundo. Seu principal projeto atualmente é o Heavy Metal Machines, um MOBA de batalha de carros que foi oficialmente lançado no dia 19 de Setembro de 2018 
, publicado atualmente em 73 países pelo Steam.
A empresa faz parte da Abragames (Associação Brasileira das Desenvolvedoras de Jogos Eletrônicos).

## Prêmios e Certificações
Desde 2018 a Hoplon é certificada como um Great Place to Work. 
Em 2018, a empresa recebeu o Prêmio FIESC pela educação, por estabelecer programas de desenvolvimento dos profissionais. 
Em 2018 também, a empresa recebeu o Prêmio CERTI Ecossistema Floripa 2018, Prêmio de Inovação e Empreendedorismo no Ecossistema de Florianópolis, na categoria conquista destaque de empresa de tecnologia. 

## História e outros jogos desenvolvidos
Tarquínio Teles, presidente da Hoplon era designer de RPGs de mesa, ao lado de Maurício Amaral, criou o Demos Corporation, um jogo de espionagem.
O primeiro grande projeto foi o MMORPG espacial Taikodom que foi encerrado para a entrada do Taikodom: Living Universe e este teve o seu desenvolvimento e publicação encerradas em 2015 . Em 2014 foi iniciado o projeto do jogo Heavy Metal Machines, lançado oficialmente em 2018. Além do desenvolvimento destes dois jogos, a Hoplon também produziu o jogo do universo Mundo Canibal em parceria com os Irmãos Piólogo e a desenvolvedora IzyPlay. O jogo se chama Mundo Canibal Apocalipse e é inspirado em jogos “beat’em up” dos consoles dos anos 90.
A Hoplon também publicou o game APB Reloaded em português no Brasil, desenvolvido pela Reloaded studios/Gamersfirst, o APB Reloaded é um game MMOTPS (tiro em terceira pessoa) que se passa em um cenário urbano contemporâneo . Atualmente, o jogo não é mais publicado pela Hoplon.

## Projetos desenvolvidos/em desenvolvimento
- Heavy Metal Machines
- Taikodom
- Bitverse
- Universo Ficcional
- Mundo Canibal Apocalipse